# Neopseustidae
Neopseustidae là một họ nhỏ các loài bướm đêm chuông nguyên thủy bay ban ngày và đêm thuộc bộ Lepidoptera. Chúng là họ duy nhất trong liên họ Neopseustoidea và phân thứ bộ Neopseustina. Có 4 chi đã được biết thuộc họ này. Các con bướm đêm nguyên thủy này được bảo vệ ở Nam Mỹ và Đông Nam Á và đặc điểm sinh học của chúng không được biết rõ (Davis 1975; Davis và Nielsen 1980, 1984; Kristensen, 1999). Nematocentropus là một chi bướm cổ nhất có mặt ở Assam, Myanmar và Tứ Xuyên, China. Có 3 loài của Neopseustis phân bố từ Assam đến Đài Loan, trong Synempora andesae và 3 loài của Apoplania có mặt ở miền nam Nam Mỹ (Kristensen, 1999: 53-54). Hình thái râu của chúng đã được nghiên cứu chi tiết (Faucheux 2005ab; Faucheux et al., 2006).